# ماهیندرا دونی
ماهیندرا دونی (انگلیسی: MS Dhoni؛ زادهٔ ۷ ژوئیهٔ ۱۹۸۱) بازیکن کریکت اهل هند است. او چندین سال کاپیتان تیم ملی کریکت هند بود.